# Liste des représentants des États-Unis pour l'Utah
Les représentants de l'Utah sont les membres de la Chambre des représentants des États-Unis élus pour l'État de l'Utah.

## Délégation au 118econgrès (2023-2025)
| District et Nom | District et Nom | District et Nom | Début du mandat                              | Parti       |
| --------------- | --------------- | --------------- | -------------------------------------------- | ----------- |
| 1               | Blake Moore     |                 | 3 janvier 2021 (4 ans, 2 mois et 6 jours)    | Républicain |
| 2               | Celeste Maloy   |                 | 28 novembre 2023 (1 an, 3 mois et 9 jours)   | Républicain |
| 3               | John Curtis     |                 | 13 novembre 2017 (7 ans, 3 mois et 24 jours) | Républicain |
| 4               | Burgess Owens   |                 | 3 janvier 2021 (4 ans, 2 mois et 6 jours)    | Républicain |

### Démographie

#### Parti politique
- quatre républicains

#### Sexe
- trois hommes
- une femme

#### Ethnie
- trois Blancs
- un Afro-Américain

#### Âge
- De 40 à 50 ans : un
- De 60 à 70 ans : trois

#### Religion
- Mormonisme : quatre

## Délégués du territoire de l'Utah (1851-1896)
Le 9 septembre 1850, le Congrès des États-Unis autorise le territoire de l'Utah à élire un délégué sans droit de vote à la Chambre des représentants.
| Congrès         | Délégué                                           | Délégué                                   | Délégué |
| --------------- | ------------------------------------------------- | ----------------------------------------- | ------- |
| 32e (1851-1853) |                                                   | John Milton Bernhisel (indépendant)       |         |
| 33e (1853-1855) |                                                   | John Milton Bernhisel (indépendant)       |         |
| 34e (1855-1857) |                                                   | John Milton Bernhisel (indépendant)       |         |
| 35e (1857-1859) |                                                   | John Milton Bernhisel (indépendant)       |         |
| 36e (1859-1861) |                                                   | William Henry Hooper (en) (démocrate)     |         |
| 37e (1861-1863) |                                                   | John Milton Bernhisel (indépendant)       |         |
| 38e (1863-1865) |                                                   | John F. Kinney (en) (démocrate)           |         |
| 39e (1865-1867) |                                                   | William Henry Hooper (en) (démocrate)     |         |
| 40e (1867-1869) |                                                   | William Henry Hooper (en) (démocrate)     |         |
| 41e (1869-1871) |                                                   | William Henry Hooper (en) (démocrate)     |         |
| 42e (1871-1873) |                                                   | William Henry Hooper (en) (démocrate)     |         |
| 43e (1873-1875) |                                                   | George Quayle Cannon (républicain)        |         |
| 44e (1875-1877) |                                                   | George Quayle Cannon (républicain)        |         |
| 45e (1877-1879) |                                                   | George Quayle Cannon (républicain)        |         |
| 46e (1879-1881) |                                                   | George Quayle Cannon (républicain)        |         |
| 47e (1881-1883) |                                                   | George Quayle Cannon (républicain)        |         |
|                 | John Thomas Caine (en) (démocrate puis populiste) |                                           |         |
| 48e (1883-1885) |                                                   |                                           |         |
| 49e (1885-1887) |                                                   |                                           |         |
| 50e (1887-1889) |                                                   |                                           |         |
| 51e (1889-1891) |                                                   |                                           |         |
| 52e (1891-1893) |                                                   |                                           |         |
| 53e (1893-1895) |                                                   | Joseph Lafayette Rawlins (en) (démocrate) |         |
| 54e (1895-1896) |                                                   | Frank J. Cannon (républicain)             |         |

## Un représentant (1896-1913)
Lorsque l'Utah devient un État à part entière en 1896, il envoie un représentant au Congrès, élu dans le district at large de l'Utah (qui comprend l'ensemble de l'État).
| Congrès         | Représentant                | Représentant                                                                                                | Représentant                                                                                                |
| --------------- | --------------------------- | --- | --- |
| 54e (1896-1897) |                             | Clarence Emir Allen (républicain)                                                                           | |
| 55e (1897-1899) |                             | William H. King (démocrate)                                                                                 | |
| 56e (1899-1901) |                             | B. H. Roberts (en) (démocrate) est élu en 1898, mais le Congrès refuse son investiture car il est polygame. | B. H. Roberts (en) (démocrate) est élu en 1898, mais le Congrès refuse son investiture car il est polygame. |
| 56e (1899-1901) | William H. King (démocrate) | | |
| 57e (1901-1903) |                             | George Sutherland (républicain)                                                                             | |
| 58e (1903-1905) |                             | Joseph Howell (républicain)                                                                                 | |
| 59e (1905-1907) |                             | Joseph Howell (républicain)                                                                                 | |
| 60e (1907-1909) |                             | Joseph Howell (républicain)                                                                                 | |
| 61e (1909-1911) |                             | Joseph Howell (républicain)                                                                                 | |
| 62e (1911-1913) |                             | Joseph Howell (républicain)                                                                                 | |

## Deux représentants (1913-1983)
De 1913 à 1983, l'Utah élit deux représentants dans deux districts congressionnels.
| Congrès         | 1er district                               | 1er district                               | 1er district                             | 2e district | 2e district                             | 2e district |
| --------------- | ------------------------------------------ | ------------------------------------------ | ---------------------------------------- | ----------- | --------------------------------------- | ----------- |
| 63e (1913-1915) |                                            | Joseph Howell (républicain)                |                                          |             | Jacob Johnson (en) (républicain)        |             |
| 64e (1915-1917) |                                            | Joseph Howell (républicain)                | James Henry Mays (en) (démocrate)        |             |                                         |             |
| 65e (1917-1919) |                                            | Milton H. Welling (en) (démocrate)         | James Henry Mays (en) (démocrate)        |             |                                         |             |
| 66e (1919-1921) |                                            | Milton H. Welling (en) (démocrate)         | James Henry Mays (en) (démocrate)        |             |                                         |             |
| 67e (1921-1923) |                                            | Don B. Colton (en) (républicain)           |                                          |             | Elmer O. Leatherwood (en) (républicain) |             |
| 68e (1923-1925) |                                            | Don B. Colton (en) (républicain)           |                                          |             | Elmer O. Leatherwood (en) (républicain) |             |
| 69e (1925-1927) |                                            | Don B. Colton (en) (républicain)           |                                          |             | Elmer O. Leatherwood (en) (républicain) |             |
| 70e (1927-1929) |                                            | Don B. Colton (en) (républicain)           |                                          |             | Elmer O. Leatherwood (en) (républicain) |             |
| 71e (1929-1931) |                                            | Don B. Colton (en) (républicain)           |                                          |             | Elmer O. Leatherwood (en) (républicain) |             |
|                 | Frederick C. Loofbourow (en) (républicain) | Don B. Colton (en) (républicain)           |                                          |             |                                         |             |
| 72e (1931-1933) |                                            | Don B. Colton (en) (républicain)           |                                          |             |                                         |             |
| 73e (1933-1935) |                                            | Orrice Abram Murdock Jr. (démocrate)       |                                          |             | J. W. Robinson (en) (démocrate)         |             |
| 74e (1935-1937) |                                            | Orrice Abram Murdock Jr. (démocrate)       |                                          |             | J. W. Robinson (en) (démocrate)         |             |
| 75e (1937-1939) |                                            | Orrice Abram Murdock Jr. (démocrate)       |                                          |             | J. W. Robinson (en) (démocrate)         |             |
| 76e (1939-1941) |                                            | Orrice Abram Murdock Jr. (démocrate)       |                                          |             | J. W. Robinson (en) (démocrate)         |             |
| 77e (1941-1943) |                                            | Walter K. Granger (en) (démocrate)         |                                          |             | J. W. Robinson (en) (démocrate)         |             |
| 78e (1943-1945) |                                            | Walter K. Granger (en) (démocrate)         |                                          |             | J. W. Robinson (en) (démocrate)         |             |
| 79e (1945-1947) |                                            | Walter K. Granger (en) (démocrate)         |                                          |             | J. W. Robinson (en) (démocrate)         |             |
| 80e (1947-1949) |                                            | Walter K. Granger (en) (démocrate)         | William A. Dawson (en) (républicain)     |             |                                         |             |
| 81e (1949-1951) |                                            | Walter K. Granger (en) (démocrate)         | Reva Beck Bosone (en) (démocrate)        |             |                                         |             |
| 82e (1951-1953) |                                            | Walter K. Granger (en) (démocrate)         | Reva Beck Bosone (en) (démocrate)        |             |                                         |             |
| 83e (1953-1955) |                                            | Douglas R. Stringfellow (en) (républicain) |                                          |             | William A. Dawson (en) (républicain)    |             |
| 84e (1955-1957) |                                            | Henry Aldous Dixon (en) (républicain)      |                                          |             | William A. Dawson (en) (républicain)    |             |
| 85e (1957-1959) |                                            | Henry Aldous Dixon (en) (républicain)      |                                          |             | William A. Dawson (en) (républicain)    |             |
| 86e (1959-1961) |                                            | Henry Aldous Dixon (en) (républicain)      | David S. King (en) (démocrate)           |             |                                         |             |
| 87e (1961-1963) |                                            | M. Blaine Peterson (en) (démocrate)        | David S. King (en) (démocrate)           |             |                                         |             |
| 88e (1963-1965) |                                            | Laurence J. Burton (en) (républicain)      |                                          |             | Sherman P. Lloyd (en) (républicain)     |             |
| 89e (1965-1967) |                                            | Laurence J. Burton (en) (républicain)      | David S. King (en) (démocrate)           |             |                                         |             |
| 90e (1967-1969) |                                            | Laurence J. Burton (en) (républicain)      | Sherman P. Lloyd (en) (républicain)      |             |                                         |             |
| 91e (1969-1971) |                                            | Laurence J. Burton (en) (républicain)      | Sherman P. Lloyd (en) (républicain)      |             |                                         |             |
| 92e (1971-1973) |                                            | K. Gunn McKay (en) (démocrate)             | Sherman P. Lloyd (en) (républicain)      |             |                                         |             |
| 93e (1973-1975) |                                            | K. Gunn McKay (en) (démocrate)             | Wayne Owens (en) (démocrate)             |             |                                         |             |
| 94e (1975-1977) |                                            | K. Gunn McKay (en) (démocrate)             | Allan Turner Howe (en) (démocrate)       |             |                                         |             |
| 95e (1977-1979) |                                            | K. Gunn McKay (en) (démocrate)             | David Daniel Marriott (en) (républicain) |             |                                         |             |
| 96e (1979-1981) |                                            | K. Gunn McKay (en) (démocrate)             | David Daniel Marriott (en) (républicain) |             |                                         |             |
| 97e (1981-1983) |                                            | James V. Hansen (en) (républicain)         | David Daniel Marriott (en) (républicain) |             |                                         |             |

## Trois représentants (1983-2013)
Après le recensement de 1980, l'Utah gagne un troisième siège de représentant.
| Congrès          | 1er district | 1er district                       | 1er district                          | 2e district                  | 2e district                              | 2e district                     | 3e district | 3e district                       | 3e district |
| ---------------- | ------------ | ---------------------------------- | ------------------------------------- | ---------------------------- | ---------------------------------------- | ------------------------------- | ----------- | --------------------------------- | ----------- |
| 98e (1983-1985)  |              | James V. Hansen (en) (républicain) |                                       |                              | David Daniel Marriott (en) (républicain) |                                 |             | Howard Nielson (en) (républicain) |             |
| 99e (1985-1987)  |              | James V. Hansen (en) (républicain) | David Smith Monson (en) (républicain) |                              |                                          |                                 |             | Howard Nielson (en) (républicain) |             |
| 100e (1987-1989) |              | James V. Hansen (en) (républicain) | Wayne Owens (en) (démocrate)          |                              |                                          |                                 |             | Howard Nielson (en) (républicain) |             |
| 101e (1989-1991) |              | James V. Hansen (en) (républicain) | Wayne Owens (en) (démocrate)          |                              |                                          |                                 |             | Howard Nielson (en) (républicain) |             |
| 102e (1991-1993) |              | James V. Hansen (en) (républicain) | Wayne Owens (en) (démocrate)          | Bill Orton (en) (démocrate)  |                                          |                                 |             |                                   |             |
| 103e (1993-1995) |              | James V. Hansen (en) (républicain) | Karen Shepherd (en) (démocrate)       | Bill Orton (en) (démocrate)  |                                          |                                 |             |                                   |             |
| 104e (1995-1997) |              | James V. Hansen (en) (républicain) | Enid Greene (en) (républicain)        | Bill Orton (en) (démocrate)  |                                          |                                 |             |                                   |             |
| 105e (1997-1999) |              | James V. Hansen (en) (républicain) | Merrill Cook (en) (républicain)       |                              |                                          | Chris Cannon (en) (républicain) |             |                                   |             |
| 106e (1999-2001) |              | James V. Hansen (en) (républicain) | Merrill Cook (en) (républicain)       |                              |                                          | Chris Cannon (en) (républicain) |             |                                   |             |
| 107e (2001-2003) |              | James V. Hansen (en) (républicain) | Jim Matheson (démocrate)              |                              |                                          | Chris Cannon (en) (républicain) |             |                                   |             |
| 108e (2003-2005) |              | Rob Bishop (républicain)           | Jim Matheson (démocrate)              |                              |                                          | Chris Cannon (en) (républicain) |             |                                   |             |
| 109e (2005-2007) |              | Rob Bishop (républicain)           | Jim Matheson (démocrate)              |                              |                                          | Chris Cannon (en) (républicain) |             |                                   |             |
| 110e (2007-2009) |              | Rob Bishop (républicain)           | Jim Matheson (démocrate)              |                              |                                          | Chris Cannon (en) (républicain) |             |                                   |             |
| 111e (2009-2011) |              | Rob Bishop (républicain)           | Jim Matheson (démocrate)              | Jason Chaffetz (républicain) |                                          |                                 |             |                                   |             |
| 112e (2011-2013) |              | Rob Bishop (républicain)           | Jim Matheson (démocrate)              | Jason Chaffetz (républicain) |                                          |                                 |             |                                   |             |

## Quatre représentants (depuis 2013)
Depuis 2013, l'Utah élit quatre membres de la Chambre des représentants.
| Congrès          | 1er district | 1er district              | 1er district              | 2e district                 | 2e district                 | 2e district | 3e district                 | 3e district                  | 3e district | 4e district | 4e district              | 4e district |
| ---------------- | ------------ | ------------------------- | ------------------------- | --------------------------- | --------------------------- | ----------- | --------------------------- | ---------------------------- | ----------- | ----------- | ------------------------ | ----------- |
| 113e (2013-2015) |              | Rob Bishop (républicain)  |                           |                             | Chris Stewart (républicain) |             |                             | Jason Chaffetz (républicain) |             |             | Jim Matheson (démocrate) |             |
| 114e (2015-2017) |              | Rob Bishop (républicain)  | Mia Love (républicain)    |                             | Chris Stewart (républicain) |             |                             | Jason Chaffetz (républicain) |             |             |                          |             |
| 115e (2017-2019) |              | Rob Bishop (républicain)  | Mia Love (républicain)    |                             | Chris Stewart (républicain) |             |                             | Jason Chaffetz (républicain) |             |             |                          |             |
| 116e (2019-2021) |              | Rob Bishop (républicain)  | John Curtis (républicain) |                             | Chris Stewart (républicain) |             | Ben McAdams (démocrate)     |                              |             |             |                          |             |
| 117e (2021-2023) |              | Blake Moore (républicain) | John Curtis (républicain) |                             | Chris Stewart (républicain) |             | Burgess Owens (républicain) |                              |             |             |                          |             |
| 118e (2023-2025) |              | Blake Moore (républicain) | John Curtis (républicain) | Celeste Maloy (républicain) |                             |             | Burgess Owens (républicain) |                              |             |             |                          |             |